# Subkutan

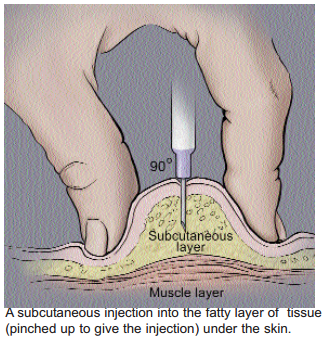
Illustration som visar subkutan injektion

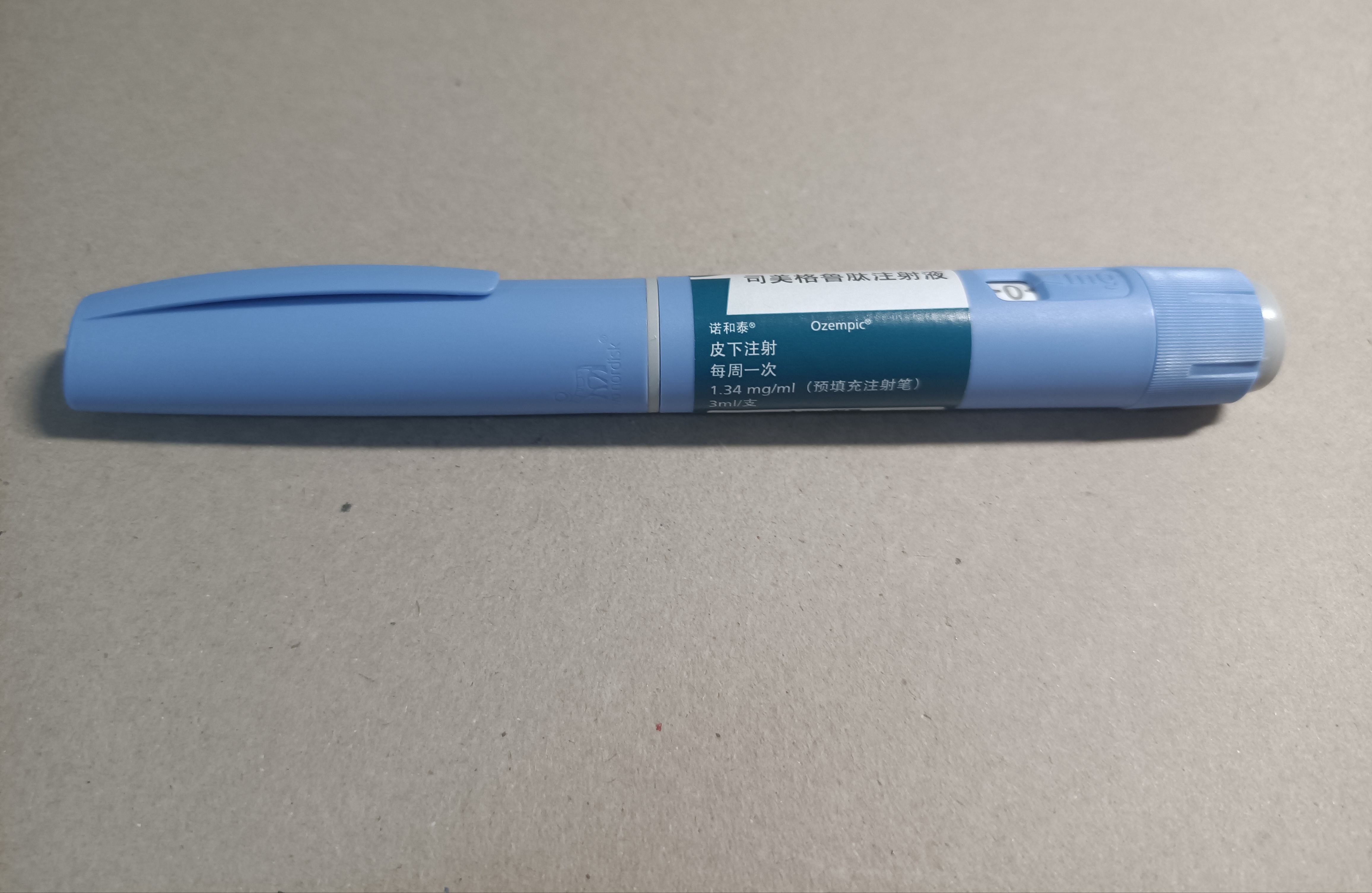
Penna för subkutan injecering med diabetesläkemedlet Ozempic, saluförd i Kina

Subkutan (av latinets sub, "under", och cutis, "hud") avser en anatomisk term för läge och betyder "under huden". Subkutan används framförallt i uttrycket subkutan injektion.